# Brigadier Gerard Stakes
Groupe III (arrêtée)
Les Brigadier Gerard Stakes est une course de plat de Groupe III qui a lieu à l'hippodrome de Sandown Park, à Esher, en Grande-Bretagne, fin mai - début juin.